# Lanxess Arena
Lanxess Arena – hala widowiskowo-sportowa w Kolonii otwarta w 1998. Może pomieścić do 19 000 osób na 83 700 m². Znana też jako Köln-Deutz-Arena (1996) i Kölnarena (1996 do 31 maja 2008).
Front budynku zbudowany jest z 8000 m² szkła. Opasany jest stalowym łukiem osiągającym wysokość 76 m.
W hali oprócz wydarzeń sportowych organizowane są koncerty na skalę międzynarodową. Występowali w niej między innymi: Ariana Grande, Rod Stewart, Kylie Minogue, Paul McCartney, Linkin Park, Sting, Whitney Houston, Tina Turner, Eric Clapton czy Luciano Pavarotti i Jean Michel Jarre.

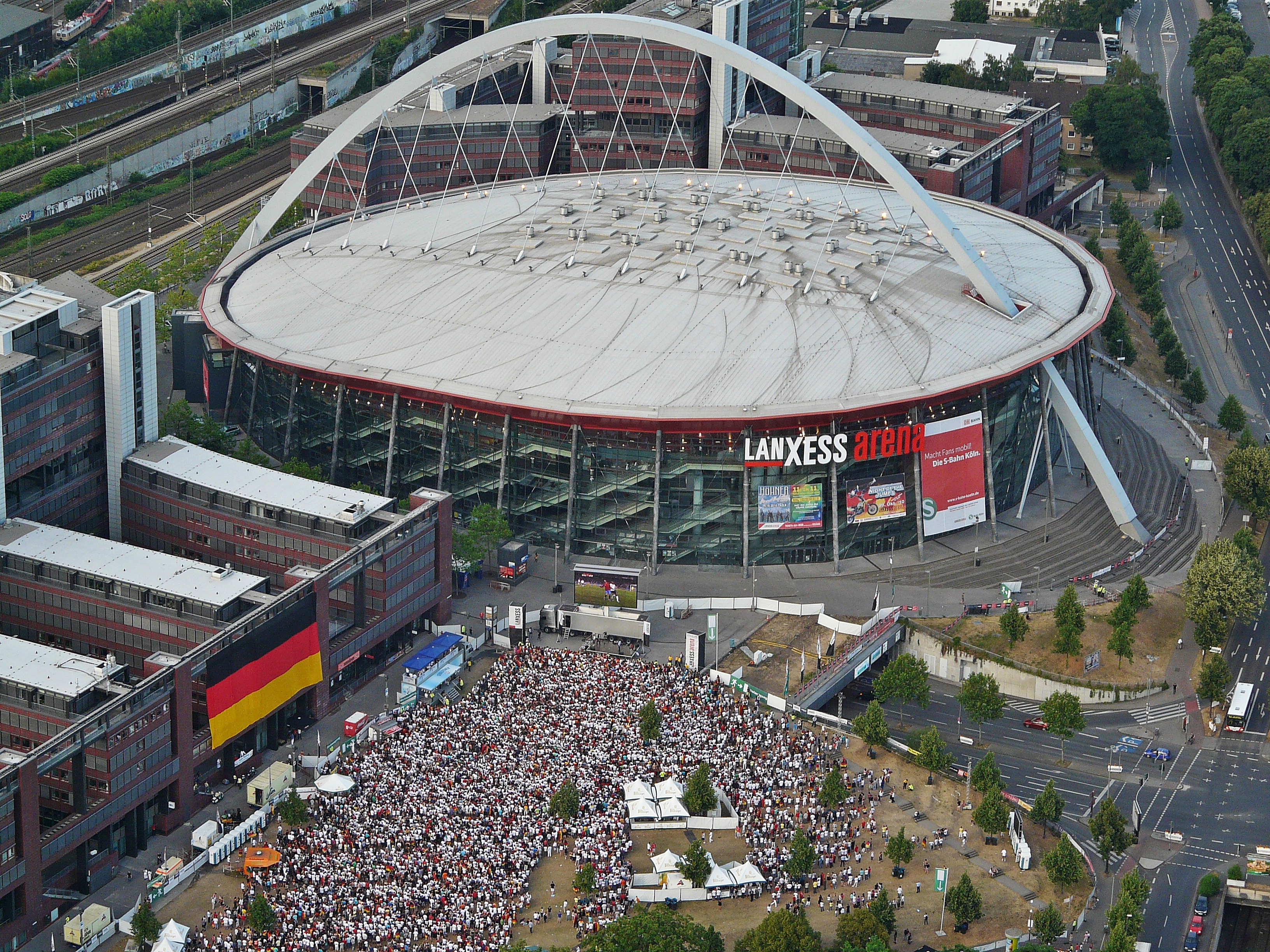
Lanxess Arena podczas MŚ w piłce nożnej 2010

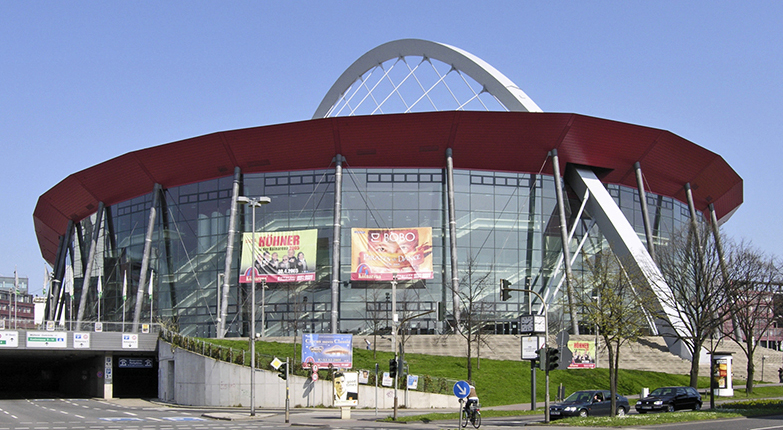
Kölnarena

## Dane techniczno-budowlane[1]
- Początek budowy: 31 lipca 1996
- Czas budowy: 26 miesięcy
- Wartość inwestycji:300 mln marek niemieckich (ca. 153 mln euro)
- Powierzchnia całkowita wszystkich kondygnacji: 83 700 m²
- Powierzchnia zabudowy: 16 800 m²
- Długość i szerokość: 140 m i 120 m
- Całkowita wysokość z łukiem: 76 m
- Wysokość wnętrza: 42 m (najwyższy punkt)
- Liczba miejsc: ca. 20 000 (maksymalnie)
- Architekci: Biuro Architektoniczne Böhm, Peter Böhm, Jürgen Flohre i Severin Heiermann

### Łuk
Łuk stalowy, który został wyprodukowany w Polsce, jest w środku oświetlony i dostępny do celów kontrolnych. Na wysokości dachu po obu stronach łuku znajdują się dwa wejścia, a trzecie jest w jego środku, na wysokości 76 m. Wspawane w środku schody umożliwiają przejście przez całą jego długość.
Łuk ma wymiary zewnętrzne 3 × 3 m i długość w rozwinięciu 250 m, a jego rozpiętość to 183 m.
Łuk składa się z 10 pojedynczych części. Największa z nich waży ca. 90 t, a całość 480 t.

### Możliwości wykorzystania

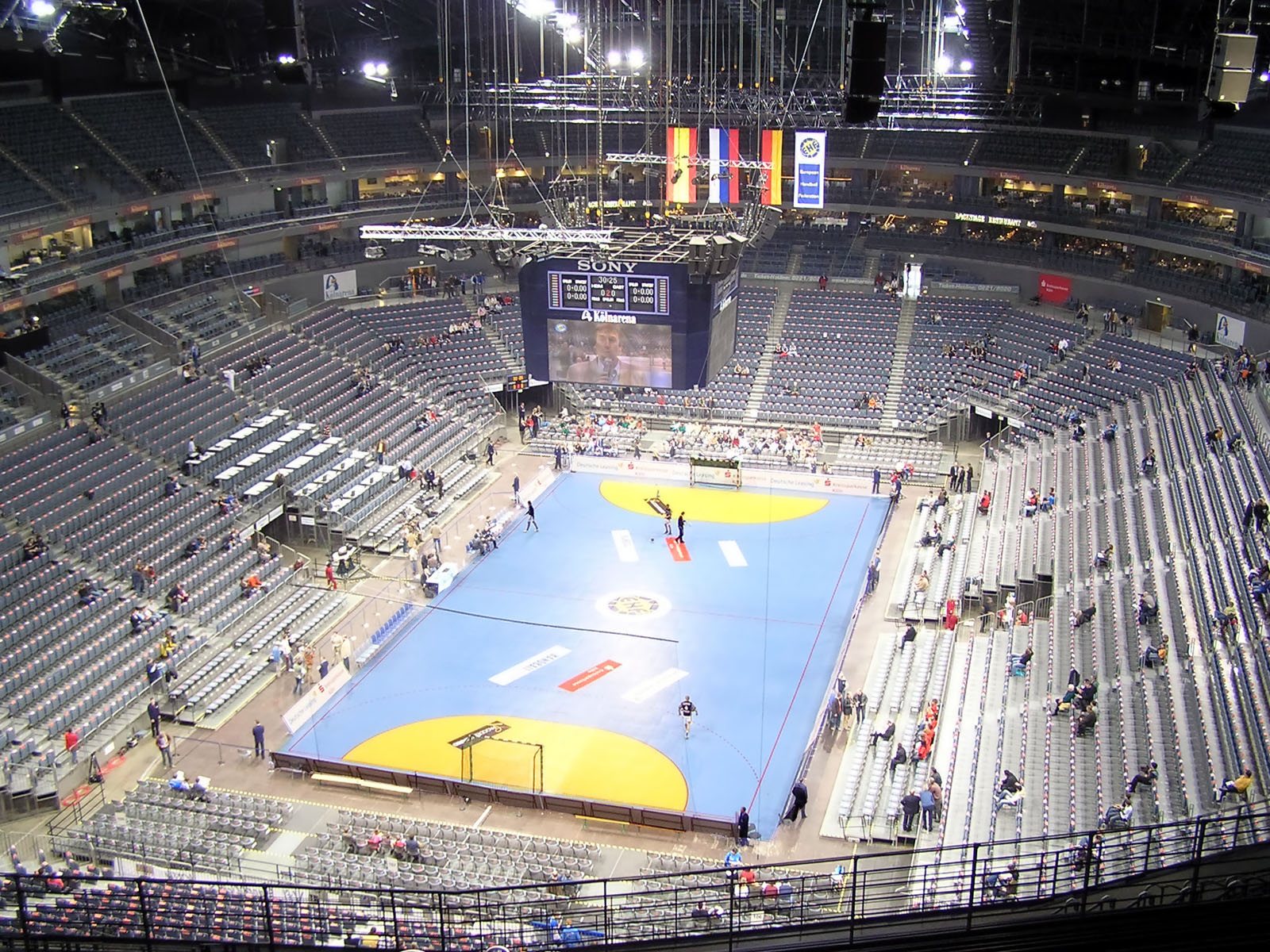
Wnętrze hali przed meczem piłki ręcznej

### Możliwości wykorzystania[1]
- Lodowisko do hokeja 30 × 60 m
- Parkiet 32,96 × 19,52 m, np. do koszykówki, piłki ręcznej, siatkówki itd.
- Nawierzchnia koncertowa 30 × 60 m
- Maksymalna powierzchnia do wykorzystania w czasie imprez: 52 × 84 m

## Użytkownicy hali
Mecze ligowe rozgrywają tu:
- hokeiści – Kölner Haie
- piłkarze ręczni – VfL Gummersbach
- koszykarze – RheinEnergie Kolonia

## Większe wydarzenia
- Finał Mistrzostw Świata w piłce ręcznej w 2007 roku.
- EHF Puchar Mistrzów Mężczyzn 2005/2006
- NBA Europe Live Tour 2006
- Mistrzostwa Świata w Hokeju na Lodzie w 2001
- Mistrzostwa Świata w Hokeju na Lodzie w 2010.
- Finały Liga Mistrzów piłkarzy ręcznych 2010-
- Finały Counter-Strike:Global Offensive, ESL ONE 2014-